# Carland Cross (série télévisée d'animation)
Pour les articles homonymes, voir Carland Cross.
Les Aventures de Carland Cross ou simplement Carland Cross est une série télévisée d'animation fantastique en 3D franco-canado-belge, en 26 épisodes de 26 minutes, créée en 1996 par les productions TF1, Canal+, Les Armateurs et Odec Kid Cartoons. Créée d'après la bande dessinée Carland Cross de Michel Oleffe et Olivier Grenson, elle a été diffusée à partir de l'automne 1996 sur TF1 et Canal+, ensuite début 1997 sur les autres chaînes des pays d'origine et en Italie, Suisse, Portugal, Espagne et autres pays européens, Amérique Latine. Aujourd'hui, la série animée a été presque oubliée dans la plupart de ces pays.

## Synopsis
Surnommé le Détective de l'Impossible et opérant en marge des services de police officiels, Carland Cross mène des enquêtes marquées du sceau de l'étrange : meurtres inexplicables, criminels sataniques, lieux maudits, complots et secte mystérieux, y compris des personnages illuminés, monstrueux et mythique. Son univers de prédilection est le Royaume-Uni des années 1930.

## Personnages
Carland Cross : Il est le protagoniste de la série. Résidant à Londres, c'est un détective privé méthodique, froid et calculateur qui s'intéresse particulièrement aux complots, énigmes et meurtres hors de la compréhension de Scotland Yard.
Il partage ses enquêtes avec son élève, le courageux Andy White, un jeune homme impertinent et aventureux qui est présenté comme son 'apprenti' bien qu'à certains moments de la série, son absence soit justifié par le fait qu'il poursuit ses études
L'aristocrate mondaine Medwenna Simpson qui sous couvert d'écrire ses mémoires, en le suivant dans certaines de ses expéditions. Dans la série, elle est relativement amoureuse de Cross alors que celui-ci, plutôt misogyne, semblait ne pas être totalement indifférent d'elle.
Le Superintendant Marmaduke Wingfield de Scotland Yard, gros homme brave, sympathique et réputé très compétent, mais comme Simpson, la série animée fait au contraire apparaitre comme particulièrement emprunté et largement tributaire de Cross pour la plupart des enquêtes.
Son vieil ennemi juré n'est autre que le diabolique  Murdock, un redoutable aristocrate Prussien à la main d'acier et accessoirement génie du crime.
L'homme de main de celui-ci, Bardolph Snoops, sorte de gros lourdaud au crâne épais et à la conversation limitée.

## Autour de la série
TF1, qui portait un grand intérêt pour la production, diffusa également à la même période, fin années 1990, puis relança au printemps 2004 la série entre 6 et 7 heures du matin, pendant quelques semaines. Elle fut suivie en moyenne par 1 à 5 millions de téléspectateurs chaque jour.
RTBF fut l'une des seules et dernières chaînes à diffuser régulièrement Carland Cross sur leur antenne depuis 2009.

## Distribution
- Robert Guilmard : Carland Cross
- Daniel Dury : Murdock
- Véronique Biefnot : Medwenna Simpson
- Philippe Allard : Andy White
- Peppino Capotondi : Bardolph Snoops
- Léon Dony : Le superintendant Marmaduke Wingfield
- Nicole Shirer : Mrs Stones

## Épisodes
1. Les Lions de Venise
2. La Créature venue du Temps
3. Le Théâtre des Damnés
4. Le Puits de Lumière
5. Le Secret du Minotaure
6. Le Golem
7. L’Ombre du Titanic
8. La Rosace Maudite
9. Les Treize Tableaux
10. La Couvée du Diable
11. Le Tribunal de Kâli
12. Le Chant de la Sirène
13. Le Fantôme du British Museum
14. La Rue Qui N’Existait Pas
15. La Maison de la Vengeance
16. Le Glacier Cannibale
17. Le Miroir Noir
18. Le Mystère du Loch Ness
19. Le Monstre sous la Mer
20. Le Trésor de Marco Polo
21. Le Vampire de Highgate
22. Opération Méduse
23. Le Spectre de Lord Plumkett
24. Le Banquet de Cendres
25. Le Diable de Shangaï
26. La Machine d’Egon Stein

## Fiche technique
- Musique : Didier Ledan, Joseph Refalo
- Réalisation : Michel Pillyser
- Scénario : Michel Oleffe, Emmanuel Errer, Gérald Dupeyrot
- Sociétés de production : TVA Animation[1]...